# Río Vizela
El río Vizela es un río del noroeste de la península ibérica que discurre por los distritos de Braga y Oporto, en Portugal. 

## Curso
El Vizela nace en Alto de Morgaír, en la antigua parroquia de Gontim, en el municipio de Fafe, y es afluente del río Ave. En su recorrido, en dirección noreste-suroeste, pasa sucesivamente por los municipios de Fafe, Felgueiras, Guimarães, Vizela y Santo Tirso, atravesando una de las regiones más industrializadas del país.
Es en este río donde se encuentra la presa de Queimadela. La desembocadura del Vizela, con márgenes entre las parroquias de Vila das Aves y Rebordões, confluye en la margen izquierda del río Ave en el municipio de Santo Tirso.
Como nota importante en la geografía de este río, cabe mencionar la curiosidad natural que se encuentra justo después del embalse de Queimadela: es allí donde se encuentra el paraje de las Olas. Por capricho de la naturaleza, allí y en un recorrido de más de cien metros, el río desaparece bajo enormes peñascos, para emerger justo delante, rugiendo de forma amenazante.
Su principal afluente es el río Ferro por su margen izquierda.